# Луїс Айзенберг
Луїс Айзенберг (1876 — ?, Одеса) — американський шахіст. Єврей.
Народився в Одесі. Після закінчення коледжу займався журналістикою. У 1902 році взяв участь у міжнародному шаховому турнірі в Монте-Карло, на якому посів вісімнадцяте місце.
Після Кишинівського погрому 6-7 квітня 1903 вирішив виїхати з Росії. У 1903 році емігрує до США.
У Сполучених Штатах Америки продовжує кар'єру шахіста. На 7-м Американському шаховому конгресі в Сент-Луїсі (1904) він посів 5 місце.
Учасник чемпіонату Шахової асоціації штату Нью-Йорк (1909).